# Bielorrusia en los Juegos Olímpicos de Río de Janeiro 2016
Bielorrusia estuvo representada en los Juegos Olímpicos de Río de Janeiro 2016 por un total de 124 deportistas que compitieron en 18 deporte. Responsable del equipo olímpico es el Comité Olímpico Nacional de Bielorrusia, así como las federaciones deportivas nacionales de cada deporte con participación.
El portador de la bandera en la ceremonia de apertura fue el ciclista Vasil Kiryienka.

## Medallistas
El equipo olímpico de Bielorrusia obtuvo las siguientes medallas:
| Nombre                                                               | Deporte               | Competición  |
| -------------------------------------------------------------------- | --------------------- | ------------ |
| Oro                                                                  |                       |              |
| Uladzislau Hancharou                                                 | Gimnasia en trampolín | Individual M |
| Plata                                                                |                       |              |
| Ivan Tsijan                                                          | Atletismo             | Martillo M   |
| Daria Naumava                                                        | Halterofilia          | 75 kg M      |
| Vadzim Straltsou                                                     | Halterofilia          | 94 kg M      |
| Maryia Mamashuk                                                      | Lucha libre           | 63 kg F      |
| Bronce                                                               |                       |              |
| Dzhavid Hamzatau                                                     | Lucha grecorromana    | 85 kg M      |
| Ibrahim Saidau                                                       | Lucha libre           | 125 kg M     |
| Aliaxandra Herasimenia                                               | Natación              | 50 m libre F |
| Marharyta Majneva Nadzeya Liapeshka Volha Judzenka Maryna Litvinchuk | Piragüismo            | K4 500 F     |